# Ava Max
Amanda Ava Koçi (Milwaukee, Wisconsin, 16 de febrero de 1994), conocida artísticamente como Ava Max, es una cantante y compositora estadounidense de origen albanés. En 2013, lanzó de forma independiente la canción «Take Away the Pain» y, tras firmar con Atlantic Records en 2016, publicó «My Way» en abril de 2018, seguido de «Slippin'» en mayo del mismo año. En junio de 2018, colaboró con Witt Lowry en «Into Your Arms». Además, en agosto de 2018, lanzó «Not Your Barbie Girl» como sencillo promocional.
Max Lanzó la canción «Sweet but Psycho» en agosto de 2018, y ganó fama después de que esta canción alcanzara el número uno en 22 países, incluidos el Reino Unido, Alemania, Austria, Suiza, Suecia y Nueva Zelanda. La canción también alcanzó el puesto número dos en Australia y el número 10 en la Billboard Hot 100 de los Estados Unidos. Max también es conocida por su característico corte de cabello, al que denominó como el Max Cut.
Max lanzó su álbum de estudio debut Heaven & Hell el 18 de septiembre de 2020. El álbum alcanzó el número dos en la Official Albums Chart del Reino Unido y el número 27 en la Billboard 200 de los Estados Unidos. Tras el lanzamiento del álbum, la canción «Kings & Queens» alcanzó el puesto número 13 en la Billboard Hot 100 y el 19 en el Reino Unido, mientras que «My Head & My Heart» alcanzó el puesto número 45 en la Billboard Hot 100 y el 18 en el Reino Unido. Además, «The Motto», un dueto con el DJ neerlandés Tiësto, alcanzó el puesto número 42 en la Billboard Hot 100 y el 12 en el Reino Unido. El 27 de enero de 2023, lanzó su segundo álbum de estudio Diamonds & Dancefloors. 
El 7 de febrero de 2025, Max lanzó «Lost Your Faith», el sencillo principal de su próximo tercer álbum de estudio.

## Vida y carrera

### 1994–2012: Primeros años
Amanda Ava Koçi nació como Amanda Koçi en Milwaukee, Wisconsin, el 16 de febrero de 1994. Los padres de Max son de Albania; su padre, Paul, es de Qeparo y su madre, Andrea, es de Sarandë. Max también tiene un hermano aproximadamente siete años mayor que ella. En 1991, sus padres huyeron de Albania después de la caída del comunismo en el país y vivieron en una iglesia apoyada por la Cruz Roja en París durante un año. Mientras estaban en París, se encontraron con una mujer de Wisconsin y ella les dio pasaportes antes de emigrar a los Estados Unidos para residir en el estado, donde nació Max. Durante su infancia, Max a menudo veía a sus padres luchar para obtener un ingreso, ya que cada uno trabajaba en tres trabajos sin hablar inglés, esto hizo qué Amanda no hablara el idioma hasta después de entrar a la escuela. Su madre era cantante de ópera entrenada, mientras que su padre era pianista.
Max se mudó con su familia a Virginia cuando tenía 8 años, donde se crio en Hampton Roads. Mientras vivía en Virginia, compitió en numerosos concursos de canto de Radio Disney en Greenbrier Mall en Chesapeake, y debutó en The NorVa en Norfolk cuando tenía 10 años como telonera, donde interpretó la canción de 1987 de Whitney Houston «I Wanna Dance with Somebody (Who Loves Me)». Max viajaba a menudo a Florida para actuar en concursos de canto, y comenzó a lanzar música bajo el nombre de Amanda Kay. A la edad de 13 años, se le ocurrió el segundo nombre Ava, que adoptó como su primer nombre después de afirmar que Amanda no le convenía.
Max adoptó el nombre artístico de Ava a la edad de 14 años, y se mudó a Los Ángeles en busca de una carrera musical por sugerencia de su madre, pero fue constantemente rechazada por ser menor de edad. Max se mudó a Carolina del Sur un año después, donde comenzó a escribir canciones sobre las relaciones que había observado, incluidas las de su hermano. Más tarde declaró que estaba agradecida por la mudanza, ya que le permitió experimentar una infancia normal. Durante su tiempo en Carolina del Sur, Max asistió a Lexington High School durante un año, después de haber sido educada en casa anteriormente, y recordó haber sido constantemente acosada allí. Después de cumplir 17 años, regresó a Los Ángeles con su hermano, quien actuó como su mánager. Ella reconoció que la asociación «no funcionó» debido a las diferencias en recibir órdenes de su hermano, y a que ambos no conocían a nadie en el área. La dificultad de Max para buscar productores y compositores por sí sola hizo que «tomara un camino realmente malo», lo que la llevó a beber a una edad temprana y sobrevivir con 20 dólares a la semana.

### 2013–2018: Comienzos y formaciones musicales

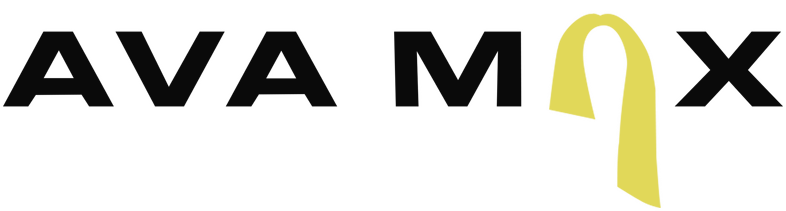
Logo característico de Ava Max antes de 2022.

Max lanzó «Take Away the Pain» en 2013 bajo el nombre artístico de Ava. La canción fue después remezclada por el dúo canadiense Project 46 en julio de 2015. Durante varios años, sus maquetas fueron rechazadas y no devueltas por productores discográficos y compositores. También enfrentó varios incidentes de acoso sexual. En 2014, Max tuvo su primer encuentro con el productor discográfico canadiense Cirkut en una cena en el Chateau Marmont. Cirkut también era conocido de su hermano. Max le cantó «Feliz cumpleaños», lo que llevó a ambos músicos a trabajar juntos, escribiendo cientos de canciones y lanzando «Anyone but You» en SoundCloud en julio de 2016. La canción ganó popularidad y atrajo la atención de varios sellos discográficos que contactaron a Max por correo electrónico, lo que finalmente la llevó a firmar un contrato discográfico con Atlantic Records en 2016. Max reconoció que trabajar con Cirkut le cambió la vida, ya que consideró abandonar la industria de la música después de ser sofocada creativamente.
Después de firmar el acuerdo a la edad de 22, comenzó a buscar un apellido para usar como su nombre artístico, y finalmente se decidió por Max. El nombre fue elegido porque combinaba elementos de ser tanto masculino como femenino. De 2016 a 2017, Max adoptó su peinado característico titulado Max Cut, que se puede ver en el logotipo que uso hasta inicios de 2022 como un sustituto de la ‘A’. El 4 de agosto de 2017, Max apareció como artista invitada en la canción del DJ estadounidense Le Youth «Clap Your Hands», donde cantó dos melodías diferentes.

### 2018–2021: Avance internacional yHeaven & Hell

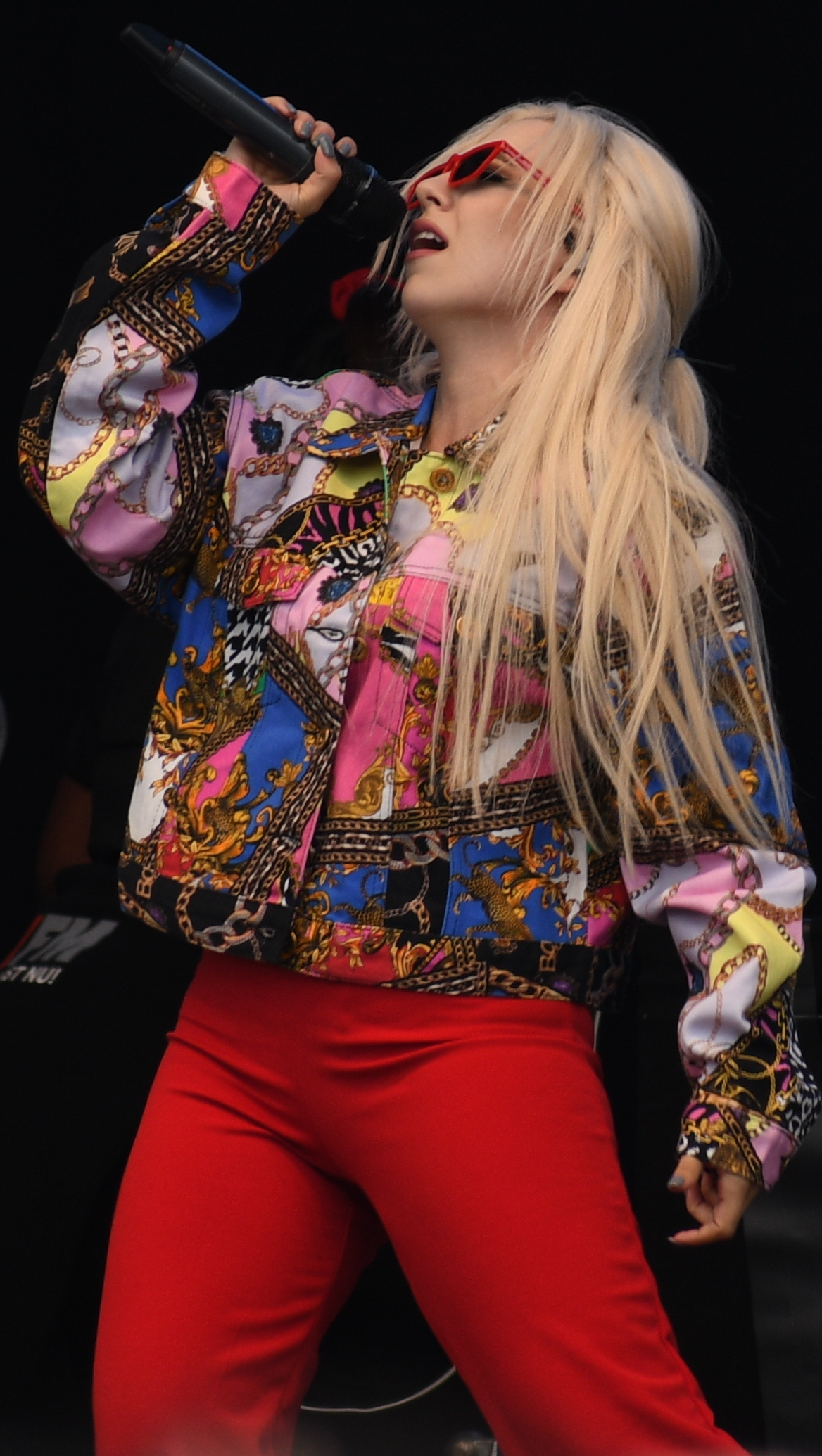
Ava Max en el Rix FM Festival en 2019

Max lanzó «My Way» el 20 de abril de 2018. La canción alcanzó el puesto número 38 en la lista rumana Airplay 100. El 11 de mayo de 2018, se lanzó «Slippin», una colaboración con el rapero Gashi. El 8 de junio de 2018, apareció como invitada en la canción «Into Your Arms» del rapero estadounidense Witt Lowry. La canción se volvió viral en TikTok en 2020 y recibió certificaciones de oro en Noruega y Polonia. En julio de 2018, su canción «Salt» fue lanzada en SoundCloud. El 13 de agosto de 2018, se lanzó «Not Your Barbie Girl» como sencillo promocional.
«Sweet but Psycho» fue lanzada el 17 de agosto de 2018. La canción se convirtió en el gran avance comercial de Max, alcanzando el número uno en más de 26 países, incluyendo Alemania, Austria, Noruega, Nueva Zelanda, Suecia, Suiza y el Reino Unido, donde permaneció en el número uno durante cuatro semanas consecutivas. En enero de 2019, la canción alcanzó la cima de la lista estadounidense Billboard Dance Club Songs, y después alcanzó el número 10 en la Billboard Hot 100. El 23 de octubre de 2018, Max apareció en la canción de Vice y Jason Derulo «Make Up», e hizo una aparición en el álbum de estudio de 2018 de David Guetta 7 en la pista «Let It Be Me».
El 7 de marzo de 2019, lanzó la canción «So Am I» como su siguiente sencillo. La canción alcanzó el top 10 en Finlandia, Noruega y Polonia. Una remezcla de la canción fue lanzada el 3 de julio de 2019, que incluye la participación de la banda de chicos de Corea del Sur NCT 127. Las canciones «Blood, Sweat & Tears» y «Freaking Me Out» fueron lanzadas simultáneamente en julio de 2019 como sencillos promocionales. El 7 de agosto de 2019, Max apareció como invitada en la canción «Slow Dance» del cantautor estadounidense AJ Mitchell y lanzó «Torn» como un sencillo el 19 de agosto de 2019. El 4 de septiembre de 2019, firmó un contrato de coedición conjunta con Warner Chappell Music y Artist Publishing Group. El 31 de octubre de 2019, publicó un vídeo musical para «Freaking Me Out» como un especial de Noche de Brujas. Max ganó el premio al mejor acto push en los MTV Europe Music Awards del 2019. El 6 de noviembre de 2019, se lanzó «Tabú», una colaboración con Pablo Alborán. El 12 de diciembre de 2019, la canción previamente lanzada «Salt» fue enviada a las plataformas de streaming. El 27 de diciembre de 2019, Max colaboró con el DJ y productor discográfico británico-noruego Alan Walker en la canción «Alone, Pt. II». El 30 de diciembre de 2019, se lanzó «On Somebody» como sencillo promocional.
El 12 de marzo de 2020, Max lanzó «Kings & Queens» como el quinto sencillo de su álbum de estudio debut Heaven & Hell. La canción alcanzó la cima de la Billboard Adult Top 40 el 12 de diciembre de 2020. También apareció como una artista invitada en la canción country «On Me» de Thomas Rhett y Kane Brown. Fue incluida en la banda sonora de la película de 2020 Scoob! el 15 de mayo de 2020, acompañada por un video musical. El 29 de julio de 2020, Max anunció a través de sus redes sociales la fecha de lanzamiento y el título de Heaven & Hell, que fue acompañado por el lanzamiento del sexto sencillo del álbum «Who's Laughing Now» el siguiente día. El 3 de septiembre de 2020, se lanzó «OMG What's Happening» como el séptimo sencillo del álbum. Heaven & Hell fue lanzado el 18 de septiembre de 2020, junto con un video musical para la canción «Naked». El álbum alcanzó el puesto número dos en el Reino Unido, y el número 27 en la lista estadounidense Billboard 200. El 15 de octubre de 2020, Max lanzó «Christmas Without You» como un sencillo navideño. El 13 de noviembre de 2020, Max apareció en «Stop Crying Your Heart Out» como parte del sencillo benéfico de Children in Need de BBC Radio 2 Allstars. Alcanzó el puesto número siete en la lista de sencillos del Reino Unido. «My Head & My Heart» se lanzó el 19 de noviembre de 2020 y sirvió como una pista adicional de Heaven & Hell. La canción alcanzó el puesto número uno en Croacia y el top 5 en Bulgaria, Polonia y Rusia. El 8 de junio de 2021, Max lanzó «EveryTime I Cry», que, según ella, era una «continuación» de su álbum de estudio antes mencionado. El 10 de septiembre de 2021, apareció como artista invitada junto con Kylie Cantrall en la canción «Sad Boy» de R3hab y Jonas Blue. El 4 de noviembre de 2021, colaboró con el DJ neerlandés Tiësto en la canción «The Motto». La canción alcanzó el puesto número dos en la lista Billboard Hot Dance/Electronic Songs, el puesto número 42 en la Hot 100 y el puesto número 12 en el Reino Unido.

### 2022–2024:Diamonds & Dancefloors
En febrero de 2022, Max insinuó un nuevo proyecto al remplazar su peinado Max Cut con cabello rojo cereza hasta los hombros y al enfatizar una apariencia roja y rosa en sus cuentas de redes sociales. Mientras fue entrevistada en el evento de Billboard Women in Music en marzo de 2022, reconoció que su segundo álbum de estudio fue escrito el año anterior durante un momento personalmente difícil. El sencillo principal del álbum «Maybe You're the Problem» fue lanzado el 28 de abril de 2022. Max anunció su segundo álbum de estudio Diamonds & Dancefloors el 1 de junio de 2022. El 1 de septiembre, se lanzó «Million Dollar Baby» como el segundo sencillo del álbum y se anunció que el lanzamiento del álbum sería pospuesto hasta el 27 de enero de 2023. El 10 de noviembre, se lanzó «Weapons» como el tercer sencillo del álbum. El 16 de noviembre, el videojuego de baile de Ubisoft Just Dance 2023 Edition reveló que «Million Dollar Baby» aparecería en el juego, con la propia Max como entrenadora del baile. El 20 de diciembre, se lanzó «Dancing's Done» como el cuarto sencillo del álbum.
A inicios de enero de 2023, se confirmó que Max había firmado con SB Projects, una compañía de entretenimiento y mercadotecnia fundada por Scooter Braun, y que su representante sería Allison Kaye, quien ha trabajado con Justin Bieber y Ariana Grande. El 12 de enero, lanzó el quinto sencillo de Diamonds & Dancefloors, «One of Us». El 24 de enero, lanzó «Cold As Ice» como un sencillo promocional del álbum. Diamonds & Dancefloors fue lanzado el 27 de enero de 2023, junto con un visualizador para «One of Us». El álbum alcanzó el puesto número 34 en los Estados Unidos y el puesto número 11 en el Reino Unido. El 5 de marzo, se presentó en el festival WorldPride en Sídney, Australia. La primera gira musical de Max, titulada On Tour (Finally), está programada de abril a septiembre de 2023, con espectáculos en Europa y América del Norte. El 20 de junio de 2023, en el espectáculo de Los Ángeles, un hombre saltó al escenario mientras Max interpretaba «The Motto» y la golpeó en el rostro. El incidente ocurrió unos pocos días después de que Bebe Rexha sufriera una lesión similar en un espectáculo en Nueva York. El 30 de junio, colaboró con el DJ brasileño Alok en «Car Keys (Ayla)». Su canción «Choose Your Fighter» apareció en la banda sonora de la película Barbie de 2023, que se lanzó el 21 de julio de 2023. Posteriormente, la canción fue enviada a la radio italiana como el quinto sencillo de la banda sonora el 28 de julio de 2023.
El 19 de enero de 2024, Max y el DJ noruego Kygo lanzaron su colaboración «Whatever».La canción alcanzó el puesto número uno en Noruega y llegó al top 10 en Bélgica, Bulgaria, Croacia, y Suecia. Además, debutó en el puesto número uno de la lista Bubbling Under Hot 100. El 4 de abril de 2024, Max lanzó «My Oh My». El 9 de agosto de 2024, Max apareció en una remezcla de «Brought the Heat Back» de la banda surcoreana Enhypen. El 20 de septiembre de 2024, Max lanzó «Spot a Fake». El 18 de octubre, lanzó «Forever Young» con David Guetta y Alphaville, una versión reelaborada del éxito de Alphaville del mismo nombre. El 31 de octubre de 2024, Max lanzó «1 Wish», su segundo sencillo navideño después de «Christmas Without You». El 20 de noviembre de 2024, Max interpretó un popurrí de cuatro de sus canciones —«Spot a Fake», «Kings & Queens», «Sweet but Psycho» y «Forever Young»— durante la ceremonia de los ARIA Music Awards de 2024 en Sídney, Australia.

### 2025–actualidad:Don't Click Play
El 7 de febrero de 2025, Max lanzó «Lost Your Faith», el sencillo principal de su próximo tercer álbum de estudio. Durante el Festival de Coachella de ese año, Max sorprendió a todos tras traer devuelta su icónico Max Cut en vivo durante su presentación como invitada en el turno de Alok. Max fue la encargada de interpretar «The Star-Spangled Banner» durante la Noche 2 de WrestleMania 41, el 20 de abril de 2025. El 1 de mayo de 2025, Max anunció oficialmente su tercer álbum de estudio titulado Don't Click Play junto con su portada y su fecha de lanzamiento para el 22 de agosto de 2025. El 29 de mayo de 2025, Max lanzó «Lovin Myself» como el segundo sencillo de su tercer álbum. El 1 de julio de 2025, tras un anuncio sorpresa el día anterior, Max lanzó «Wet, Hot American Dream» como el tercer sencillo de su tercer álbum. El 4 de julio de 2025, en medio de las celebraciones por el día de la independencia, Max interpreto 3 de sus canciones—«Lovin Myself», «Wet, Hot American Dream» y «Sweet but Psycho»— durante el evento Macy’s 4th Of July Fireworks. El 17 de julio de 2025, Max en colaboración con el rapero estadounidense Joyner Lucas lanzó «Tear Me Down», el cual sirvió como sencillo promocional del tercer álbum de Lucas, ADHD 2, lanzado al día siguiente.

## Arte e influencias
Max ha sido etiquetada como cantante de pop y dance pop, cuya música a menudo contiene interpolaciones de canciones anteriores. Ha sido comparada con artistas contemporáneas como Sia, Lady Gaga, Bebe Rexha, Sigrid y Dua Lipa. Creció escuchando a artistas como Alicia Keys, Norah Jones, Celine Dion, Aretha Franklin, Fugees, Mariah Carey y Whitney Houston. También ha citado a Beyoncé, Madonna, Gwen Stefani, Fergie, Britney Spears, Christina Aguilera y Gaga como algunas de sus influencias. Afirmó que Carey fue su mayor influencia en Heaven & Hell y recordó cómo creció escuchando su música en bucle, como «Vision of Love» (1990).

### Imagen pública
Max ha sido comparada a menudo con Lady Gaga por su música y su «presentación ostentosa», que incluye su cabello rubio platino, su personalidad y su nombre artístico. Chris DeVille de Stereogum criticó la producción de Max por ser demasiado similar a Gaga, afirmando que «se queda corta en términos de letra, producción, melodía, dinámica, personalidad y cualquier otra métrica concebible», a pesar de reconocer que esta última también fue muy comparada con Madonna. Max respondió a las comparaciones, afirmando que si bien Gaga era una artista «increíble», la gente no debería compararla con otras personas solo por tener el mismo color de cabello y lanzar música pop. Aunque describió las comparaciones como «perezosas», entendió que es «una cosa fácil de hacer» después de estar fascinada con los artistas pop desde su infancia.
Max reconoció que a menudo va contra la corriente cuando hace apariciones públicas, a menudo buscando diseñadores que se pasan por alto y vistiendo atuendos extravagantes, ya que quiere «brindarle a la gente una experiencia». Afirmó que estuvo influenciada por la moda en la década de 1990, citando a Gwen Stefani y Cindy Crawford como influencias. Sin embargo, Max prefiere hacer música en el estudio que aparecer en público, afirmando que no le gusta la atención de la moda y las cámaras en la alfombra roja. Su peinado autocortado Max Cut consistía en su cabello rubio peróxido asimétrico dividido en el centro, con el lado derecho cortado como un bob que llegaba hasta la barbilla, mientras que el lado izquierdo era más largo y ondulado. Explicó que no se sentía auténtica con su corte de pelo normal, y que se trataba de aceptarse y ser única. Mientras fue entrevistada por Audacy en 2020, Max describió su cabello como «un símbolo de tener la libertad de hacer tus propias cosas» y una «representación visual de su autoexpresión», afirmando que era un escape de la conformidad.

## Vida personal

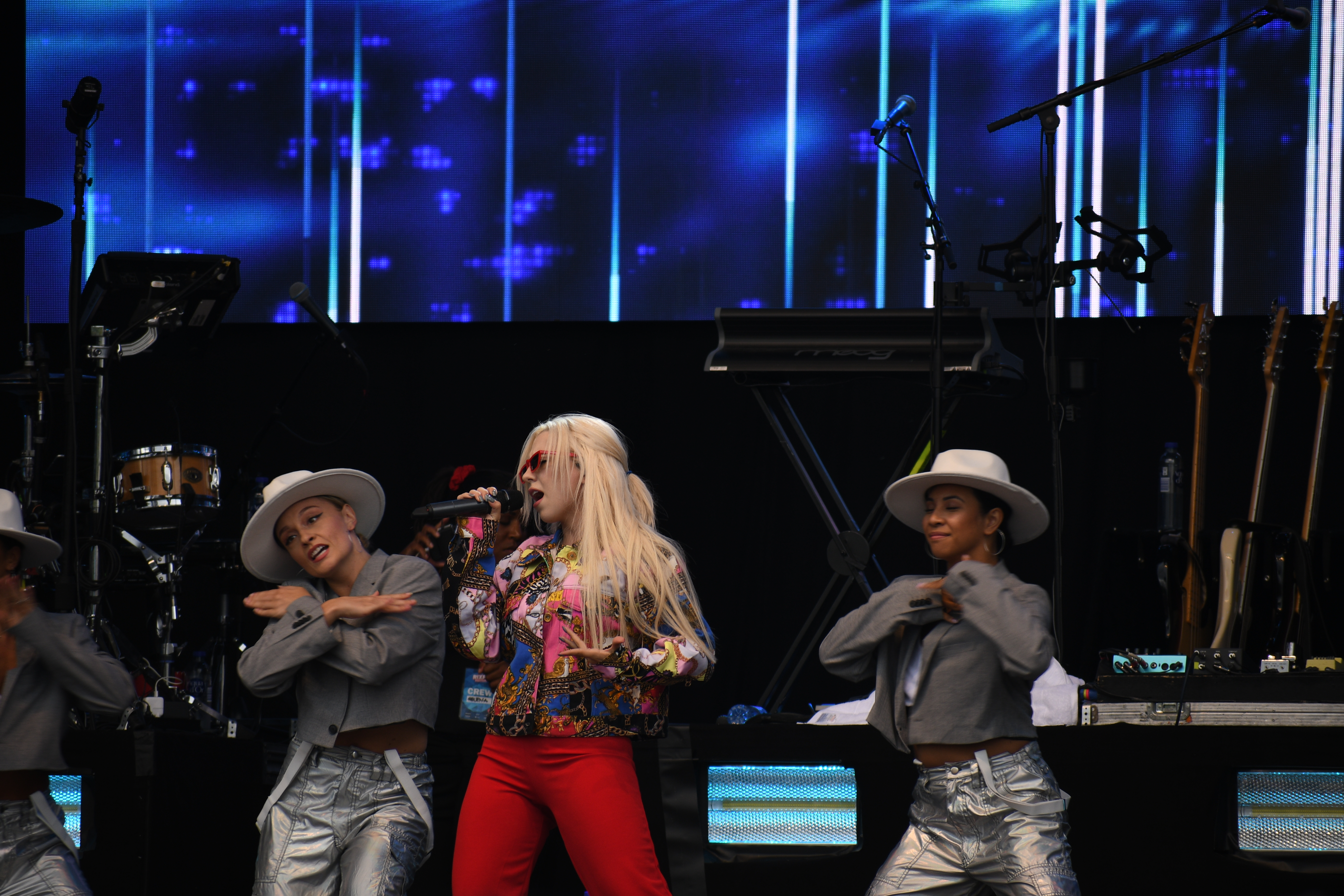
Ava Max en el Festival Rix FM de Gotemburgo.

Max se ha descrito a sí misma como «100% albanesa» y afirmó que quiere retribuir a la comunidad, además es hablante nativa del idioma albanés. También habla abiertamente sobre el empoderamiento femenino, que aparece en su música. En una entrevista de 2023 con Nylon, Max reveló que salió con Cirkut brevemente después de que se conocieron y han seguido siendo amigos desde entonces.

## Discografía
- Heaven & Hell (2020)
- Diamonds & Dancefloors (2023)
- Don't Click Play (2025)

## Giras musicales
Como titular
- On Tour (Finally) (2023)

Como telonera
- Maroon 5 – 2020 Tour (2020–2022)